# Girls Got Rhythm
«Girls Got Rhythm» es una canción de banda australiana de hard rock AC/DC. La canción forma parte de su álbum de 1979 Highway to Hell y fue lanzada como sencillo ese mismo año.
El EP que fue lanzado en 1979 que contiene las canciones Girls Got Rhythm, If You Want Blood (You've Got It); Hell Ain't A Bad Place to Be (en vivo, del álbum If You Want Blood) y Rock 'n' Roll Damnation (en vivo, del álbum de If You Want Blood).
Una versión en vivo se pueden encontrar en el álbum en vivo Let There Be Rock: The Movie, parte del box set Bonfire. Un video de la banda interpretando la canción está en el DVD recopilatorio Family Jewels, y la canción también aparece en la banda sonora de la película de 2006 DOA: Dead or Alive.

## Lista de canciones
Todas las letras escritas por Angus Young y Malcolm Young, toda la música compuesta por AC/DC. 
| Lanzamiento promocional |                    |          |  |
| N.º                     | Título             | Duración |  |
| 1.                      | «Girls Got Rhythm» | 3:23     |  |
| 2.                      | «T.N.T»            | 4:35     |  |

## Personal
- Bon Scott – voz
- Angus Young – guitarra
- Malcolm Young – guitarra rítmica
- Cliff Williams – bajo
- Phil Rudd – batería